# سیمور س. کتی
سیمور س. کتی (انگلیسی: Seymour S. Kety; ۲۵ اوت ۱۹۱۵ – ۲۵ مهٔ ۲۰۰۰) عصب‌پژوه، روان‌پزشک، و استاد دانشگاه اهل ایالات متحده آمریکا بود.
او با استفاده از علوم پایه و مطالعه رفتار انسان در زمینه بیماری و سلامت، روانپزشکی نوین را بعنوان شاخه ای جدی از علوم پزشکی معرفی کرد. بعد از مرگش، همکار وی لوئیز سوکولوف
خاطرنشان کرد که سیمور س. کیتی، مبتکر روش جدیدی در تعیین میزان شدت جریان خون در مغز بوده‌است. کیتی اولین رئیس علمی مؤسسه ملی سلامت روان (NIMH) بود و معتبرترین مدارک نقش وراثت در ابتلا به بیماری اسکیزوفرنی، اولین بار توسط او ارائه شده‌است.

## کودکی
سیمور س. کتی در سال ۱۹۱۵ در  فیلادلفیا، پنسیلوانیا به دنیا آمد. دوران رشدش در یک خانواده نسبتاً فقیر سپری شد. این دوره همراه با چالشهای فکری و احساسی بوده‌است. او هنگام کودکی در یک سانحه رانندگی از ناحیه پا آسیب دید. اگرچه او می‌توانست راه برود، اما تمام عمر، از معلولیت جسمی، رنج برد.

### تحصیل
تحصیلات سیمور س. کتی در شهر زادگاهش، فیلادلفیا انجام گرفت. دوره متوسطه را در دبیرستان مرکزی Central High Schoolen:Central High School (Philadelphia) به اتمام رساند. او از همان آغاز علاقه و استعداد خود را در علم شیمی نشان داد؛ و شروع به انجام آزمایشهای شیمیایی در خانه کرد. در ضمن او در تمام دوره دبیرستان، علاقه خود به رشته فیزیک را نیز دنبال کرد. همچنین او در یادگیری هر دو زبان لاتین و  یونانی نیز کوشا بود. بعد از پایان دبیرستان، وارد دانشکده پزشکی در دانشگاه پنسیلوانیا شد و در سال ۱۹۴۰ فارغ‌التحصیل گردید. بعنوان پزشک کارآموز در بیمارستان عمومی فیلادلفیاen:Blockley Almshouse خدمت کرد. اما بعد از پایان آموزش شغلی به امور تحقیقاتی پرداخت.